# John Montagu Douglas Scott
John Charles Montagu Douglas Scott, VII duque de Buccleuch y IX duque de Queensberry, KT, GCVO (30 de marzo de 1864 - 19 de octubre de 1935) fue un noble escocés y miembro del Parlamento británico.

## Biografía
Nació en 1864, como hijo de lord William Montagu Douglas Scott, VI duque de Buccleuch y lady Louisa Hamilton. Su hermano mayor, Walter Henry, conde de Dalkeith, murió accidentalmente durante la caza de un ciervo en el bosque de Achnacary. Ya que su hermano murió sin descendencia, el título de conde de Dalkeith pasó a John.
El 30 de enero de 1893, John se casó con lady Margaret Alice "Molly" Bridgeman, hija de George Bridgeman, IV conde de Bradford y lady Ida Frances Annabella Lumley, hija de Richard Lumley, IX conde de Scarbrough. Tuvieron ocho hijos:
- Lady Margaret Ida Montagu Douglas Scott (1893 – 1976), casada con el almirante sir Geoffrey Hawkins.
- Lord Walter John Montagu Douglas Scott, VIII duque de Buccleuch (1894 – 1973).
- Lord William Walter Montagu Douglas Scott (1896 – 1958), casado con Lady Rachel Douglas-Home.
- Lady Sybil Anne Montagu Douglas Scott (1899 – 1990), casada con Charles Bathurst Hele Phipps.
- Lady Alice Christabel Montagu Douglas Scott, que se convertiría en la princesa Alicia, duquesa de Gloucester (1901 – 2004), después de su matrimonio con el príncipe Enrique, duque de Gloucester.
- Lady Mary Theresa Montagu Douglas Scott (1904 – 1984), casada con David Cecil, VI marqués de Exeter.
- Lady Angela Christine Rose Montagu Douglas Scott (1906 – 2000), casada con el vicealmirante sir Peter Dawnay.
- Lord George Francis John Montagu Douglas Scott (1911 – 1999), casado com Mary Wina Mannin Bishop.

Fue miembro del Parlamento por el Partido Conservador de 1895 a 1896, Lord teniente de Dumfriesshire y Lord secretario del Registro para Escocia de 1926 a 1935.
El duque de Buccleuch murió en Borders, Escocia, el 19 de octubre de 1935 a los 71 años, un mes antes de que su hija, lady Alice Christabel Montagu Douglas Scott, se casara con el príncipe Enrique, duque de Gloucester, hijo del rey Jorge V y la reina María. 
Fue enterrado en la Buccleuch Memorial Chapel en la iglesia episcopaliana de Santa María, en el palacio de Dalkeith, Escocia. 
- Datos: Q337464
- Multimedia: John Montagu Douglas Scott, 7th Duke of Buccleuch / Q337464